# 滑津大滝
滑津大滝（なめつおおたき）は、宮城県刈田郡七ヶ宿町にある滝。

## 概要
白石川にかかり、凝灰岩で出来た川床を流れ落ちる。高さ10メートル、幅30メートルで、階段状になっていることから「二階滝」とも言われる。国道113号脇にあり、周囲は滑津大滝公園として整備されており駐車場も完備している。冬季は滝近くに下りる遊歩道が閉鎖され、近くの「滝見台」から観覧する。
岩井俊二監督の映画『ラストレター』にロケ地の一つとして登場する。
滑津大滝の上流には、高さ6メートル、幅15メートルの滑津小滝がある。

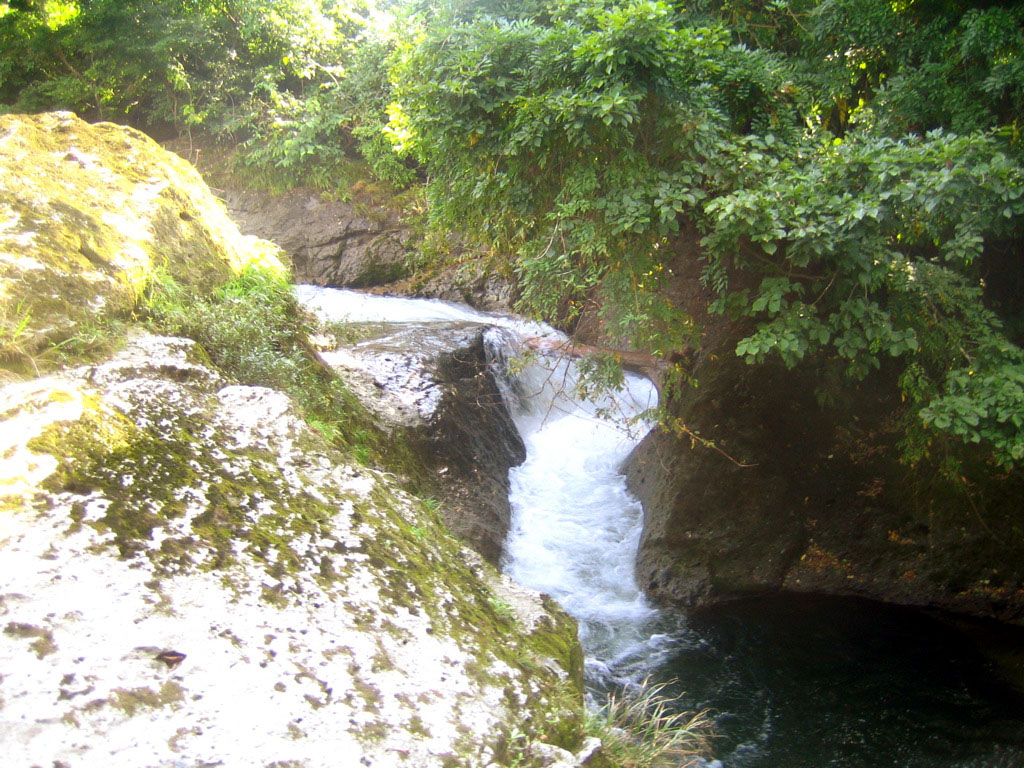
滑津小滝

## アクセス
- 車

東北自動車道白石I.C.より国道113号を西へ約45分
- 公共交通機関

JR 東北新幹線白石蔵王駅・東北本線白石駅よりミヤコーバス七ヶ宿線にて終点の関開発センター下車（所要約50-60分）、関開発センターより町営バスに乗り換え、滑津大滝停留所下車（所要約10分） 停留所より徒歩約5分